# Saturn Award för bästa skådespelerska
Saturn Award för bästa skådespelerska är ett filmpris som delas ut av Academy of Science Fiction, Fantasy & Horror Films till skådespelare för deras insatser.

## Vinnare och nominerade

### 1970-talet
| År      | Skådespelerska    | Roll                   | Film                                      |
| ------- | ----------------- | ---------------------- | ----------------------------------------- |
| 1974/75 | Katharine Ross    | Joanna Eberhart        | Fruarna i Stepford                        |
| 1976    | Blythe Danner     | Tracy Ballad           | Jakten på dubbelgångare                   |
| 1977    | Jodie Foster      | Rynn Jacobs            | Den lilla flickan i huset vid vägens slut |
| 1977    | Julie Christie    | Susan Harris           | Datademonen                               |
| 1977    | Joan Collins      | Marilyn Fryser         | Massornas krig                            |
| 1977    | Melinda Dillon    | Jillian Guiler         | Världsrymden anfaller                     |
| 1977    | Carrie Fisher     | Prinsessan Leia Organa | Stjärnornas krig                          |
| 1978    | Margot Kidder     | Lois Lane              | Superman – The Movie                      |
| 1978    | Ann-Margret       | Peggy Ann Snow         | Magic                                     |
| 1978    | Brooke Adams      | Elizabeth Driscoll     | Närkontakt av tredje graden               |
| 1978    | Geneviève Bujold  | Dr. Susan Wheeler      | Koma                                      |
| 1978    | Diana Ross        | Dorothy Gale           | The Wiz                                   |
| 1979    | Mary Steenburgen  | Amy Robbins            | Tidsjakten                                |
| 1979    | Susan Saint James | Cindy Sondheim         | Kärlek vid första bettet                  |
| 1979    | Persis Khambatta  | Lt. Ilia               | Star Trek: The Motion Picture             |
| 1979    | Margot Kidder     | Kathy Lutz             | The Amityville Horror                     |
| 1979    | Sigourney Weaver  | Ripley                 | Alien                                     |

### 1980-talet
| År      | Skådespelerska              | Roll                                        | Film                               |
| ------- | --------------------------- | ------------------------------------------- | ---------------------------------- |
| 1980    | Angie Dickinson             | Kate Miller                                 | I nattens mörker                   |
| 1980    | Ellen Burstyn               | Edna                                        | Åter till livet                    |
| 1980    | Jamie Lee Curtis            | Alana Maxwell                               | Terror Train                       |
| 1980    | Louanne                     | Tracy Richards                              | Oh, God! Book II                   |
| 1980    | Jane Seymour                | Elise McKenna                               | Någonstans i tiden                 |
| 1981    | Karen Allen                 | Marion Ravenwood                            | Jakten på den försvunna skatten    |
| 1981    | Jenny Agutter               | Nurse Alex Price                            | En amerikansk varulv i London      |
| 1981    | Margot Kidder               | Lois Lane                                   | Superman II                        |
| 1981    | Angela Lansbury             | Miss Jane Marple                            | Spegeln sprack från kant till kant |
| 1981    | Lily Tomlin                 | Pat Kramer/Judith Beasley                   | Hjälp, jag krymper                 |
| 1982    | Sandahl Bergman             | Valeria                                     | Conan Barbaren                     |
| 1982    | Susan George                | Laura Fletcher                              | The House Where Evil Dwells        |
| 1982    | Nastassja Kinski            | Irena Gallier                               | Cat People                         |
| 1982    | JoBeth Williams             | Diane Freeling                              | Poltergeist                        |
| 1982    | Mary Woronov                | Mary Bland                                  | Eating Raoul                       |
| 1983    | Louise Fletcher             | Lillian Reynolds                            | Brainstorm                         |
| 1983    | Bess Armstrong              | Eve "Evie" Tozer                            | High Road to China                 |
| 1983    | Bobbie Bresee               | Susan Walker Farrell                        | Mausoleum                          |
| 1983    | Carrie Fisher               | Prinsessan Leia Organa                      | Jedins återkomst                   |
| 1983    | Ally Sheedy                 | Jennifer Mack                               | WarGames                           |
| 1984    | Daryl Hannah                | Madison                                     | Splash                             |
| 1984    | Karen Allen                 | Jenny Hayden                                | Starman                            |
| 1984    | Nancy Allen                 | Allison Hayes                               | The Philadelphia Experiment        |
| 1984    | Linda Hamilton              | Sarah Connor                                | Terminator                         |
| 1984    | Helen Slater                | Stålflickan/Supergirl/Kara Zor-El/Linda Lee | Supergirl                          |
| 1985    | Coral Browne                | Alice Hargreaves                            | Dreamchild                         |
| 1985    | Glenn Close                 | Jan/Maxie                                   | Maxie                              |
| 1985    | Mia Farrow                  | Cecilia                                     | Kairos röda ros                    |
| 1985    | Michelle Pfeiffer           | Isabeau d'Anjou                             | Ladyhawke                          |
| 1985    | Jessica Tandy               | Alma Finley                                 | Cocoon – djupets hemlighet         |
| 1986    | Sigourney Weaver            | Ellen Ripley                                | Aliens – Återkomsten               |
| 1986    | Barbara Crampton            | Dr. Katherine McMichaels                    | From Beyond                        |
| 1986    | Geena Davis                 | Veronica Quaife                             | Flugan                             |
| 1986    | Elisabeth Shue              | Jane Chase                                  | Link                               |
| 1986    | Kathleen Turner             | Peggy Sue Bodell                            | Peggy Sue gifte sig                |
| 1987    | Jessica Tandy               | Faye Riley                                  | Miraklet på 8:e gatan              |
| 1987    | Nancy Allenn                | Officer Anne Lewis                          | Robocop                            |
| 1987    | Melinda Dillon              | Nancy Henderson                             | Bigfoot och Hendersons             |
| 1987    | Lorraine Gary               | Ellen Brody                                 | Hajen 4                            |
| 1987    | Susan Sarandon              | Jane Spofford                               | Häxorna i Eastwick                 |
| 1987    | Robin Wright                | Buttercup                                   | Bleka dödens minut                 |
| 1988    | Catherine Hicks             | Karen Barclay                               | Den onda dockan                    |
| 1988    | Kim Basinger                | Celeste Martin                              | Min fru är en utomjording          |
| 1988    | Amanda Donohoe              | Lady Sylvia Marsh                           | Legenden om den vita ormen         |
| 1988    | Cassandra Peterson          | Elvira/Aunt Morgana Talbot                  | Elvira, Mistress of the Dark       |
| 1988    | Joanna Pacuła               | Felice Dunbar                               | The Kiss                           |
| 1988    | Jessica Tandy               | Alma Finley                                 | Cocoon: The Return                 |
| 1989/90 | Demi Moore                  | Molly Jensen                                | Ghost                              |
| 1989/90 | Julie Carmen                | Regine Dandrige                             | Fright Night II                    |
| 1989/90 | Blanca Guerra               | Concha                                      | Santa Sangre                       |
| 1989/90 | Anjelica Huston             | Miss Eva Ernst/Grand High Witch             | Häxorna                            |
| 1989/90 | Nicole Kidman               | Rae Ingram                                  | Lugnt vatten                       |
| 1989/90 | Madonna                     | Breathless Mahoney                          | Dick Tracy                         |
| 1989/90 | Mary Elizabeth Mastrantonio | Dr. Lindsey Brigman                         | The Abyss                          |
| 1989/90 | Ally Sheedy                 | Cayce Bridges                               | Fear                               |
| 1989/90 | Jenny Wright                | Virginia                                    | I, Madman                          |

### 1990-talet
| År   | Skådespelerska       | Roll                                                 | Film                                     |
| ---- | -------------------- | ---------------------------------------------------- | ---------------------------------------- |
| 1991 | Linda Hamilton       | Sarah Connor                                         | Terminator 2: Judgment Day               |
| 1991 | Kathy Bates          | Annie Wilkes                                         | Lida                                     |
| 1991 | Jodie Foster         | Clarice Starling                                     | När lammen tystnar                       |
| 1991 | Julia Roberts        | Laura Burney                                         | Sova med fienden                         |
| 1991 | Winona Ryder         | Kim Boggs                                            | Edward Scissorhands                      |
| 1991 | Meryl Streep         | Julia                                                | Himlen tur eller retur?                  |
| 1992 | Virginia Madsen      | Helen Lyle                                           | Candyman                                 |
| 1992 | Rebecca De Mornay    | Peyton Flanders/Mrs. Mott                            | Handen som gungar vaggan                 |
| 1992 | Sheryl Lee           | Laura Palmer                                         | Twin Peaks: Fire Walk with Me            |
| 1992 | Winona Ryder         | Mina Harker/Elisabeta                                | Bram Stokers Dracula                     |
| 1992 | Sharon Stone         | Catherine Tramell                                    | Basic Instinct – iskallt begär           |
| 1992 | Meryl Streep         | Madeline Ashton                                      | Döden klär henne                         |
| 1992 | Sigourney Weaver     | Ellen Ripley                                         | Alien 3                                  |
| 1993 | Andie MacDowell      | Rita                                                 | Måndag hela veckan                       |
| 1993 | Patricia Arquette    | Alabama Whitman                                      | True Romance                             |
| 1993 | Laura Dern           | Dr. Ellie Sattler                                    | Jurassic Park                            |
| 1993 | Michelle Forbes      | Carrie Laughlin                                      | Kalifornia                               |
| 1993 | Anjelica Huston      | Morticia Addams                                      | Den heliga familjen Addams               |
| 1993 | Bette Midler         | Winifred "Winnie" Sanderson                          | Hocus Pocus                              |
| 1993 | Ally Sheedy          | Lori Tanner                                          | Man's Best Friend                        |
| 1994 | Sandra Bullock       | Annie Porter                                         | Speed                                    |
| 1994 | Jamie Lee Curtis     | Helen Tasker                                         | True Lies                                |
| 1994 | Mädchen Amick        | Lena Mathers                                         | Dream Lover                              |
| 1994 | Helena Bonham Carter | Elizabeth Frankenstein                               | Frankenstein                             |
| 1994 | Penelope Ann Miller  | Margo Lane                                           | The Shadow                               |
| 1994 | Michelle Pfeiffer    | Laura Alden                                          | Wolf                                     |
| 1995 | Angela Bassett       | Lornette "Mace" Mason                                | Strange Days                             |
| 1995 | Kathy Bates          | Dolores Claiborne                                    | Dolores Claiborne                        |
| 1995 | Nicole Kidman        | Suzanne Stone-Maretto                                | Till varje pris                          |
| 1995 | Sharon Stone         | The Lady                                             | Snabbare än döden                        |
| 1995 | Madeleine Stowe      | Kathryn Railly                                       | De 12 apornas armé                       |
| 1995 | Marina Zudina        | Billy                                                | Mute Witness                             |
| 1996 | Neve Campbell        | Sidney Prescott                                      | Scream                                   |
| 1996 | Geena Davis          | Samantha Caine/Charlene Elizabeth "Charly" Baltimore | The Long Kiss Goodnight                  |
| 1996 | Gina Gershon         | Corky                                                | Bound                                    |
| 1996 | Helen Hunt           | Dr. Jo Harding                                       | Twister                                  |
| 1996 | Frances McDormand    | Marge Gunderson                                      | Fargo                                    |
| 1996 | Penelope Ann Miller  | Dr. Margo Green                                      | The Relic                                |
| 1997 | Jodie Foster         | Dr. Eleanor "Ellie" Ann Arroway                      | Kontakt                                  |
| 1997 | Neve Campbell        | Sidney Prescott                                      | Scream 2                                 |
| 1997 | Pam Grier            | Jackie Brown                                         | Jackie Brown                             |
| 1997 | Jennifer Lopez       | Terri Flores                                         | Anaconda                                 |
| 1997 | Mira Sorvino         | Dr. Susan Tyler                                      | Mimic                                    |
| 1997 | Sigourney Weaver     | Ellen Ripley                                         | Alien återuppstår                        |
| 1998 | Drew Barrymore       | Danielle de Barbarac/Countess Nicole de Lancret      | För evigt                                |
| 1998 | Gillian Anderson     | Dana Scully                                          | Arkiv X: Fight the Future                |
| 1998 | Jamie Lee Curtis     | Laurie Strode/Keri Tate                              | Alla helgons blodiga natt – 20 år senare |
| 1998 | Meg Ryan             | Maggie Rice                                          | Änglarnas stad                           |
| 1998 | Jennifer Tilly       | Tiffany                                              | Bride of Chucky                          |
| 1998 | Catherine Zeta-Jones | Elena De La Vega                                     | Zorro – Den maskerade hämnaren           |
| 1999 | Christina Ricci      | Katrina Van Tassel                                   | Sleepy Hollow                            |
| 1999 | Heather Graham       | Felicity Shagwell                                    | Austin Powers: The Spy Who Shagged Me    |
| 1999 | Catherine Keener     | Maxine Lund                                          | I huvudet på John Malkovich              |
| 1999 | Carrie-Anne Moss     | Trinity                                              | The Matrix                               |
| 1999 | Sigourney Weaver     | Gwen DeMarco/Lt. Tawny Madison                       | Galaxy Quest                             |
| 1999 | Rachel Weisz         | Evelyn "Evie" Carnahan O'Connell                     | Mumien                                   |

### 2000-talet
| År   | Skådespelerska       | Roll                                 | Film                                         |
| ---- | -------------------- | ------------------------------------ | -------------------------------------------- |
| 2000 | Téa Leoni            | Kate Reynolds / Kate Campbell        | En andra chans                               |
| 2000 | Cate Blanchett       | Annabelle "Annie" Wilson             | The Gift                                     |
| 2000 | Ellen Burstyn        | Sara Goldfarb                        | Requiem for a Dream                          |
| 2000 | Jennifer Lopez       | Dr. Catherine Deane                  | The Cell                                     |
| 2000 | Michelle Pfeiffer    | Claire Spencer                       | Dolt under ytan                              |
| 2000 | Michelle Yeoh        | Yu Shu Lien                          | Crouching Tiger, Hidden Dragon               |
| 2001 | Nicole Kidman        | Grace Stewart                        | The Others                                   |
| 2001 | Kate Beckinsale      | Sara Thomas                          | Serendipity                                  |
| 2001 | Angelina Jolie       | Lara Croft                           | Lara Croft: Tomb Raider                      |
| 2001 | Julianne Moore       | Clarice Starling                     | Hannibal                                     |
| 2001 | Frances O'Connor     | Monica Swinton                       | A.I. Artificial Intelligence                 |
| 2001 | Naomi Watts          | Betty Elms                           | Mulholland Drive                             |
| 2002 | Naomi Watts          | Rachel Keller                        | The Ring                                     |
| 2002 | Kirsten Dunst        | Mary Jane Watson                     | Spider-Man                                   |
| 2002 | Jodie Foster         | Meg Altman                           | Panic Room                                   |
| 2002 | Milla Jovovich       | Alice                                | Resident Evil                                |
| 2002 | Natascha McElhone    | Rheya                                | Solaris                                      |
| 2002 | Natalie Portman      | Senator Padmé Amidala                | Star Wars: Episode II – Attack of the Clones |
| 2003 | Uma Thurman          | The Bride                            | Kill Bill: Volume 1                          |
| 2003 | Kate Beckinsale      | Selene                               | Underworld                                   |
| 2003 | Jessica Biel         | Erin Hardesty                        | The Texas Chainsaw Massacre                  |
| 2003 | Cate Blanchett       | Magdalena "Maggie" Gilkeson          | The Missing                                  |
| 2003 | Jennifer Connelly    | Betty Ross                           | Hulk                                         |
| 2003 | Jamie Lee Curtis     | Tess Coleman / Anna Coleman          | Freaky Friday                                |
| 2004 | Blanchard Ryan       | Susan Watkins                        | Open Water                                   |
| 2004 | Nicole Kidman        | Anna                                 | Birth                                        |
| 2004 | Julianne Moore       | Telly Paretta                        | The Forgotten                                |
| 2004 | Uma Thurman          | The Bride / Beatrix Kiddo            | Kill Bill: Volume 2                          |
| 2004 | Kate Winslet         | Clementine Kruczynski                | Eternal Sunshine of the Spotless Mind        |
| 2004 | Zhang Ziyi           | Mei                                  | Flying Daggers                               |
| 2005 | Naomi Watts          | Ann Darrow                           | King Kong                                    |
| 2005 | Jodie Foster         | Kyle Pratt                           | Flightplan                                   |
| 2005 | Laura Linney         | Erin Christine Bruner                | The Exorcism of Emily Rose                   |
| 2005 | Rachel McAdams       | Lisa Reisert                         | Red Eye                                      |
| 2005 | Natalie Portman      | Padmé Amidala                        | Star Wars: Episode III – Revenge of the Sith |
| 2005 | Tilda Swinton        | Jadis, the White Witch               | Berättelsen om Narnia: Häxan och lejonet     |
| 2006 | Natalie Portman      | Evey Hammond                         | V för Vendetta                               |
| 2006 | Kate Bosworth        | Lois Lane                            | Superman Returns                             |
| 2006 | Judi Dench           | Barbara Covett                       | Notes on a Scandal                           |
| 2006 | Maggie Gyllenhaal    | Ana Pascal                           | Stranger Than Fiction                        |
| 2006 | Shauna Macdonald     | Sarah                                | The Descent                                  |
| 2006 | Renée Zellweger      | Beatrix Potter                       | Miss Potter                                  |
| 2007 | Amy Adams            | Princess Giselle                     | Förtrollad                                   |
| 2007 | Helena Bonham Carter | Mrs. Lovett                          | Sweeney Todd                                 |
| 2007 | Carice van Houten    | Rachel Stein/Ellis de Vries          | Black Book                                   |
| 2007 | Ashley Judd          | Agnes White                          | Bug                                          |
| 2007 | Belén Rueda          | Laura                                | Barnhemmet                                   |
| 2007 | Naomi Watts          | Anna Khitrova                        | Eastern Promises                             |
| 2008 | Angelina Jolie       | Christine Collins                    | Changeling                                   |
| 2008 | Cate Blanchett       | Daisy Fuller                         | Benjamin Buttons otroliga liv                |
| 2008 | Maggie Gyllenhaal    | Rachel Dawes                         | The Dark Knight                              |
| 2008 | Julianne Moore       | Doctor's Wife                        | Blindness                                    |
| 2008 | Emily Mortimer       | Jessie                               | Transsiberian                                |
| 2008 | Gwyneth Paltrow      | Virginia "Pepper" Potts              | Iron Man                                     |
| 2009 | Zoe Saldana          | Neytiri                              | Avatar                                       |
| 2009 | Catherine Keener     | Connie                               | Till vildingarnas land                       |
| 2009 | Mélanie Laurent      | Shoshanna Dreyfus/Emmanuelle Mimieux | Inglourious Basterds                         |
| 2009 | Alison Lohman        | Christine Brown                      | Drag Me to Hell                              |
| 2009 | Natalie Portman      | Grace Cahill                         | Brothers                                     |
| 2009 | Charlize Theron      | Sylvia                               | The Burning Plain                            |

### 2010-talet
| År        | Skådespelerska          | Roll                                  | Film                                      |
| --------- | ----------------------- | ------------------------------------- | ----------------------------------------- |
| 2010      | Natalie Portman         | Nina Sayers / The Swan Queen          | Black Swan                                |
| 2010      | Cécile de France        | Marie Lelay                           | Hereafter                                 |
| 2010      | Carey Mulligan          | Kathy H.                              | Never Let Me Go                           |
| 2010      | Ellen Page              | Ariadne                               | Inception                                 |
| 2010      | Noomi Rapace            | Lisbeth Salander                      | The Girl with the Dragon Tattoo           |
| 2011      | Kirsten Dunst           | Justine                               | Melancholia                               |
| 2011      | Jessica Chastain        | Samantha LaForche                     | Take Shelter                              |
| 2011      | Rooney Mara             | Lisbeth Salander                      | The Girl with the Dragon Tattoo           |
| 2011      | Brit Marling            | Rhoda Williams                        | Another Earth                             |
| 2011      | Keira Knightley         | Sabina Spielrein                      | A Dangerous Method                        |
| 2011      | Elizabeth Olsen         | Martha                                | Martha Marcy May Marlene                  |
| 2012      | Jennifer Lawrence       | Katniss Everdeen                      | The Hunger Games                          |
| 2012      | Jessica Chastain        | Maya                                  | Zero Dark Thirty                          |
| 2012      | Ann Dowd                | Sandra                                | Compliance                                |
| 2012      | Zoe Kazan               | Ruby Sparks                           | Ruby Sparks                               |
| 2012      | Helen Mirren            | Alma Reville                          | Hitchcock                                 |
| 2012      | Naomi Watts             | Maria Bennett                         | The Impossible                            |
| 2013      | Sandra Bullock          | Ryan Stone                            | Gravity                                   |
| 2013      | Halle Berry             | Jordan Turner                         | The Call                                  |
| 2013      | Martina Gedeck          | Die Frau (The Woman)                  | The Wall                                  |
| 2013      | Jennifer Lawrence       | Katniss Everdeen                      | The Hunger Games: Catching Fire           |
| 2013      | Emma Thompson           | P. L. Travers                         | Saving Mr. Banks                          |
| 2013      | Mia Wasikowska          | India Stoker                          | Stoker                                    |
| 2014      | Rosamund Pike           | Amy Elliott-Dunne                     | Gone Girl                                 |
| 2014      | Emily Blunt             | Sergeant Rita Rose Vrataski           | Edge of Tomorrow                          |
| 2014      | Essie Davis             | Amelia                                | The Babadook                              |
| 2014      | Anne Hathaway           | Amelia Brand                          | Interstellar                              |
| 2014      | Angelina Jolie          | Maleficent                            | Maleficent                                |
| 2014      | Jennifer Lawrence       | Katniss Everdeen                      | The Hunger Games: Mockingjay – Part 1     |
| 2015      | Charlize Theron         | Imperator Furiosa                     | Mad Max: Fury Road                        |
| 2015      | Emily Blunt             | Kate Macy                             | Sicario                                   |
| 2015      | Jessica Chastain        | Melissa Lewis                         | The Martian                               |
| 2015      | Blake Lively            | Adaline                               | The Age of Adaline                        |
| 2015      | Daisy Ridley            | Rey                                   | Star Wars: The Force Awakens              |
| 2015      | Mia Wasikowska          | Edith Cushing                         | Crimson Peak                              |
| 2016      | Mary Elizabeth Winstead | Michelle                              | 10 Cloverfield Lane                       |
| 2016      | Amy Adams               | Dr. Louise Banks                      | Arrival                                   |
| 2016      | Emily Blunt             | Rachel Watson                         | Kvinnan på tåget                          |
| 2016      | Taraji P. Henson        | Katherine Johnson                     | Dolda tillgångar                          |
| 2016      | Felicity Jones          | Jyn Erso                              | Rogue One: A Star Wars Story              |
| 2016      | Jennifer Lawrence       | Aurora Lane                           | Passengers                                |
| 2016      | Narges Rashidi          | Shideh                                | Under the Shadow                          |
| 2017      | Gal Gadot               | Diana Prince / Wonder Woman           | Wonder Woman                              |
| 2017      | Sally Hawkins           | Elisa Esposito                        | The Shape of Water                        |
| 2017      | Frances McDormand       | Mildred Hayes                         | Three Billboards Outside Ebbing, Missouri |
| 2017      | Lupita Nyong'o          | Nakia                                 | Black Panther                             |
| 2017      | Rosamund Pike           | Rosalie Quaid                         | Hostiles                                  |
| 2017      | Daisy Ridley            | Rey                                   | Star Wars: The Last Jedi                  |
| 2017      | Emma Watson             | Belle                                 | Skönheten och odjuret                     |
| 2018/2019 | Jamie Lee Curtis        | Laurie Strode                         | Halloween                                 |
| 2018/2019 | Emily Blunt             | Mary Poppins                          | Mary Poppins kommer tillbaka              |
| 2018/2019 | Toni Collette           | Annie Graham                          | Hereditary                                |
| 2018/2019 | Nicole Kidman           | Erin Bell                             | Destroyer                                 |
| 2018/2019 | Brie Larson             | Carol Danvers / Vers / Captain Marvel | Captain Marvel                            |
| 2018/2019 | Lupita Nyong'o          | Adelaide Wilson / Red                 | Us                                        |
| 2018/2019 | Octavia Spencer         | Sue Ann "Ma" Ellington                | Ma                                        |
| 2019/2020 | Elisabeth Moss          | Cecilia "Cee" Kass                    | The Invisible Man                         |
| 2019/2020 | Rebecca Ferguson        | Rose the Hat                          | Doctor Sleep                              |
| 2019/2020 | Natalie Portman         | Lucy Cola                             | Lucy in the Sky                           |
| 2019/2020 | Daisy Ridley            | Rey                                   | Star Wars: The Rise of Skywalker          |
| 2019/2020 | Margot Robbie           | Harley Quinn                          | Birds of Prey                             |
| 2019/2020 | Charlize Theron         | Andy                                  | The Old Guard                             |
| 2019/2020 | Liu Yifei               | Mulan                                 | Mulan                                     |

### 2020-talet
| År        | Skådespelerska | Roll                   | Film                              |
| --------- | -------------- | ---------------------- | --------------------------------- |
| 2021/2022 | Michelle Yeoh  | Evelyn Wang            | Everything Everywhere All at Once |
| 2021/2022 | Cate Blanchett | Dr. Lilith Ritter      | Nightmare Alley                   |
| 2021/2022 | Emily Blunt    | Evelyn Abbott          | A Quiet Place Part II             |
| 2021/2022 | Zoë Kravitz    | Selina Kyle / Catwoman | The Batman                        |
| 2021/2022 | Keke Palmer    | Emerald "Em" Haywood   | Nope                              |
| 2021/2022 | Emma Stone     | Estella / Cruella      | Cruella                           |
| 2021/2022 | Zendaya        | MJ                     | Spider-Man: No Way Home           |